# Seguidillas

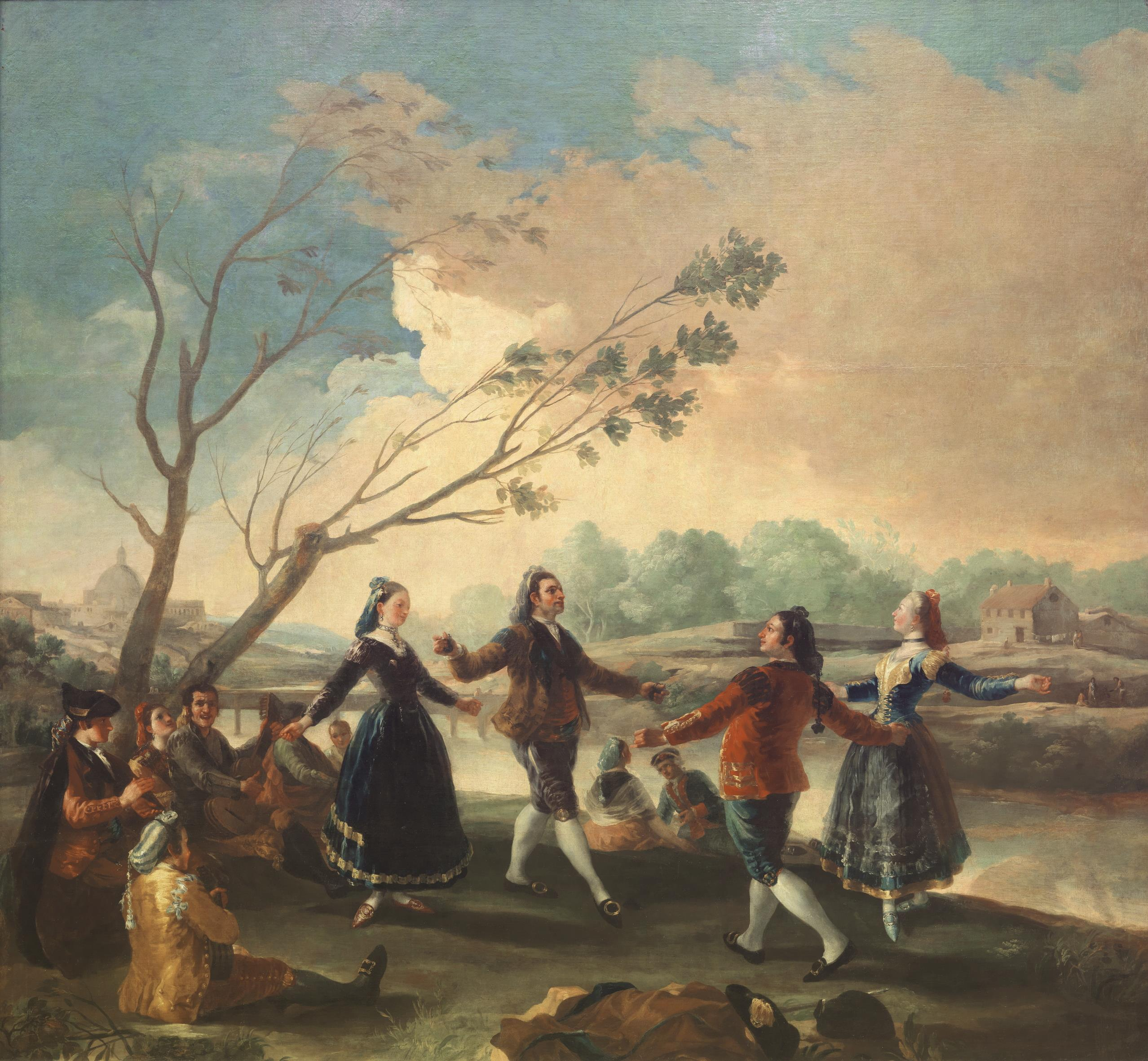
El baile a orillas del Manzanares, dipinto da Francisco de Goya. Rappresentazione di una scena popolare di majos e majas che ballano le seguidillas sulle rive del Manzanares a Madrid.

Le Seguidillas sono un tipo di canzoni spagnole accompagnate da danza, tipiche delle attuali comunità autonome castigliane di Castilla-La Mancha e della Comunidad de Madrid.
Il termine di seguidilla viene usato per la prima volta da Mateo Alemán nel 1599, e il significato della parola per alcuni proviene da a seguida mala vida 

È usata nel XVII e XVIII secolo, particolarmente nella zona di Madrid e in Castiglia con molte varianti locali. Bizet la adopera nella Carmen 

## Caratteristiche
Ritmo ternario, e movimento animato, con accompagnamento di castañuelas (nacchere), chitarre, bandurria (mandole), liuto, almirez (mortaio) e bottiglia di anice con chiave , oppure vengono suonate con la dulzaina e il tamburello. Con battute di 3/4 o 3/8, viene ripartita abitualmente in strofe di quattro versi alternabili di sette e cinque sillabe con assonanza in quelli pari, seguite da estribillos (ritornelli) di tre versi di cinque sillabe il primo e il terzo e di sette il secondo. Il contenuto delle sue strofe suole essere di una tematica amorosa, ma ve ne sono anche di picareschi o giocosi. Si balla a coppie, che possono essere miste, che formando un circolo, se ne vanno cambiando partner di coppia in coppia. Si ballano nelle feste patronali e nella festa della vendemmia.

## Origini
Di maggiore antichità la copla (strofa) che la musica, appaiono nel nostro teatro classico e nella Canzonetta (tonadilla) scenica del secolo XVIII. Quevedo dice di esse che arriconaron le antiquate danze di reverenze che si accompagnavano con arpa e ribeca (rabel).
Considerata come la matrice delle danze della regione e la cui origine viene disputata fra Andalusia e La Mancha, da essa derivano il fandango e il bolero, e, concretamente, le sevillanas del bajo Guadalquivir, la parranda in Murcia, e la torrás nei dintorni della Sierra Morena.

## Storia
Della seguidilla ci sono fonti del secolo XVI; come attesta Cervantes nel suo Quijote, si ballava e cantava già alla sua epoca:
"A la guerra me lleva
mi necesidad.
Si tuviera dineros,
no fuera, en verdad."»
"Alla guerra mi porta
la mia necessità.
Se avessi denari,
non la farei, in verità."»
(Miguel de Cervantes, El Quijote, II parte, cáp. XXIV)
Poi, formò parte essenziale nelle sainetes (farse) e tonadillas (canzonette)  nel secolo XVIII e più tardi delle zarzuelas (operette).
Manuel de Falla considerava la siguiriya, una variante, come il più antico di tutti i cantes flamencos, radicandola nel cante liturgico bizantino. 
Di seguidillas Georges Bizet ne compose alcune celebri e molto sui generis per la sua opera Carmen e Isaac Albéniz sottotitolò Seguidillas nella sua “Castilla” della Suite española.
Nel 1803 venne pubblicato un testo che descrive per la prima volta la coreografia delle seguidillas manchegas e bulerias. Le similitudini che esistono tra le sevillanas attuali e la seguidilla arcaica sono precisate da Antonio Carion nella sua opera Le principali regole della danza, dove egli associa il bolero e una forma che lui chiama seguidilla .

## Varianti
Le sue principali varianti sono: 
- manchegas: originarie della Mancha, con ritmo molto vivace, venendo composte su coreografia di un preludio strumentale e interludio (chiamati falsetas) tra una strofa e l'altra.
- boleras: signorile e rilassata.
- murcianas
- sevillanas
- gitanas, anche chiamate payeras, e
- siguiriyas: di carattere sentimentale e movimento lento, che contengono un doppio ritmo di 3/4 e 6/8 alterni, venendo composte su coreografia di un preludio strumentale e interludio, allo stesso modo di quelle manchegas, tra una strofa e l'altra.
- jaleada: ha un ritmo combinato di 3/4 e di 3/8 ed è imparentata con la cachucha.

## Fonti
Secondo quanto dice Pedro Echevarría Bravo nel suo Cancionero Musicale Popolare Manchego: sopra l'origine delle seguidillas manchegas gli storici ancora non si sono messi d'accordo.
Mentre taluni affermano che appartengano al secolo XVI, altri, invece, sostengono che  ebbero la loro origine nel La Mancha durante il secolo XV, essendo un'aria di canto e danza molto popolare la cui misura è di tre quarti, di un movimento molto animato. Pedro Echevarría avalla una tesi che le situa nel secolo XV. Nemmeno concordano gli storiografi musicali se la sua origine è puramente indigena o, al contrario, siano prodotte dalla influenza moresca, come risultato delle invasioni che patì La Mancha, secondo quanto abbiamo riferito prima.
Certo è che, anticamente, si ballava la seguidilla nella regione centrale della Spagna, e che da lì si estese a tutta la Penisola Iberica, sperimentando, come è naturale, altre modificazioni e modalità, di tempo e di ritmo, a seconda delle regioni, come le sevillanas, malagueñas, il fandango, le boleras, come si chiamano nel La Solana, o meloneras come dicono a Daimiel, di un movimento più rilassato e signorile, le seguidillas jaleadas, caratteristiche della regione di Cadice e Jerez de la Frontera e, infine, le gitanas o seguirillas, che si eseguono più lentamente, intrise quasi sempre di un sentimento piagnucoloso, che sa di flamenco puro.